# Tirreno-Adriatico 1974
La Tirreno-Adriatico 1974, nona edizione della corsa, si svolse dal 12 al 16 marzo 1974 su un percorso di 780 km suddiviso in 5 tappe. La vittoria fu appannaggio del belga Roger De Vlaeminck, che completò il percorso in 20h18'09" precedendo il norvegese Knut Knudsen e l'italiano Simone Fraccaro.

## Tappe
| Tappa  | Data     | Percorso                                     | km  | Vincitore di tappa  | Leader cl. generale |
| ------ | -------- | -------------------------------------------- | --- | ------------------- | ------------------- |
| 1ª     | 12 marzo | Santa Marinella > Fiuggi                     | 187 | Walter Planckaert   | Walter Planckaert   |
| 2ª     | 13 marzo | Frosinone > Pescasseroli                     | 151 | Italo Zilioli       | Italo Zilioli       |
| 3ª     | 14 marzo | Pescasseroli > Tortoreto                     | 210 | Sigfrido Fontanelli | Italo Zilioli       |
| 4ª     | 15 marzo | San Benedetto del Tronto > Civitanova Marche | 214 | Franco Bitossi      | Italo Zilioli       |
| 5ª     | 16 marzo | San Benedetto del Tronto (cron. individuale) | 18  | Roger De Vlaeminck  | Roger De Vlaeminck  |
| Totale | Totale   | Totale                                       | 780 |                     |                     |

## Classifiche finali

### Classifica generale - Maglia azzurra
| Pos. | Corridore          | Squadra          | Tempo     |
| ---- | ------------------ | ---------------- | --------- |
| 1    | Roger De Vlaeminck | Brooklyn         | 20h18'09" |
| 2    | Knut Knudsen       | Jollj Ceramica   | a 53"     |
| 3    | Simone Fraccaro    | Filcas           | a 1'07"   |
| 4    | Josef Fuchs        | Filotex          | a 1'08"   |
| 5    | Francesco Moser    | Filotex          | a 1'15"   |
| 6    | Freddy Maertens    | Carpenter        | a 1'18"   |
| 7    | Ole Ritter         | Filotex          | a 1'20"   |
| 8    | Franco Bitossi     | Scic             | a 1'22"   |
| 9    | Frans Verbeeck     | Watney-Maes Pils | a 1'32"   |
| 10   | Walter Planckaert  | Watney-Maes Pils | s.t.      |